# 올드 다크 하우스 (1932년 영화)
《올드 다크 하우스》(영어: The Old Dark House)는 미국에서 제작된 제임스 웨일 감독의 1932년 프리코드 코미디 공포 영화이다. 보리스 칼로프 등이 출연하였고, 칼 렘리 주니어 등이 제작에 참여하였다.
한때 유실 영화로 여겨졌으나 웨일의 동료인 커티스 해링턴이 영화 원본 구성 요소 대부분을 찾아내었고 조지 이스트먼 하우스에서 복원하였다. 오늘날 컬트 영화 고전으로 여겨진다.
1963년 동명 리메이크 영화가 개봉하였다.

## 줄거리
전간기의 웨일스 시골. 젊은 부부 필립과 마거릿, 그리고 친구 로저는 야밤의 폭풍 속에서 차를 몰고 가다가 길을 잃고 오도 가도 못하게 되자 불길하고 낡은 펨가의 컨트리 하우스에 몸을 의탁하게 된다. 집주인 호러스와 누이 리베카는 이들을 마지못해 받아들이고, 곧 사업가 윌리엄과 코러스 걸 글래디스가 역시 폭풍우를 피해 펨가를 찾는다. 곧 다섯 손님들은 이 저택의 특이하고 위험한 구성원들에게 둘러싸여 공포에 젖은 밤을 보내게 된다.

## 출연진
- 보리스 칼로프
- 멜빈 더글러스
- 레이먼드 매시
- 글로리아 스튜어트
- 찰스 로턴
- 어니스트 세시저
- 엘스페스 더전

## 기타 제작진
- 협력 제작: E.M. 애셔 (크레디트 미기재)